# Hippolyte Maury
Pour les articles homonymes, voir Maury.
Hippolyte Maury, ou Jacques-Hippolytte Maury, né le 2 janvier 1834 à Saint-Mihiel et mort le 14 octobre 1881 à Saint-Maurice, est un compositeur, chef d'orchestre et professeur de cornet à pistons au Conservatoire national de Paris de 1874 à 1880.

## Biographie
Jacques-Hippolyte Maury naît le 2 janvier 1834 à Saint-Mihiel, dans la Meuse,. 
Il devient, très jeune, élève de l'école de la cavalerie où le fait entrer le mari de sa sœur aînée, maréchal des logis,. Il joue de la trompette dès l'âge de cinq ans, prenant en parallèle des cours de cor d'harmonie et de violon ; il joue des solos de violon et il est très demandé pour donner des valses lors des mariages dès l'âge de dix ans. En 1845, il est admis au Conservatoire de Paris dans la classe de cor à pistons de Joseph Meifred et obtient un premier accessit au concours à douze ans puis un premier prix à quinze ans. 
Maury est membre de l'orchestre de l'Opéra de Paris entre 1855 et 1880,, entré comme cornet à pistons solo. En 1856, il est nommé sous-chef de la Garde de Paris où il a donné de nombreux concerts depuis sa formation. Puis il devient professeur de cornet à pistons au Conservatoire national de Paris de 1874 à 1880. Par ailleurs, il introduit Mel Bonis auprès de César Franck.
Il épouse le 8 mars 1879 la compositrice Marie Renaud-Maury.
Hippolyte Maury meurt à Saint-Maurice (Val-de-Marne) le 14 octobre 1881. Il est inhumé au cimetière parisien d'Ivry le 16 octobre 1881.